# Sovjetisk hedersmästare i sport

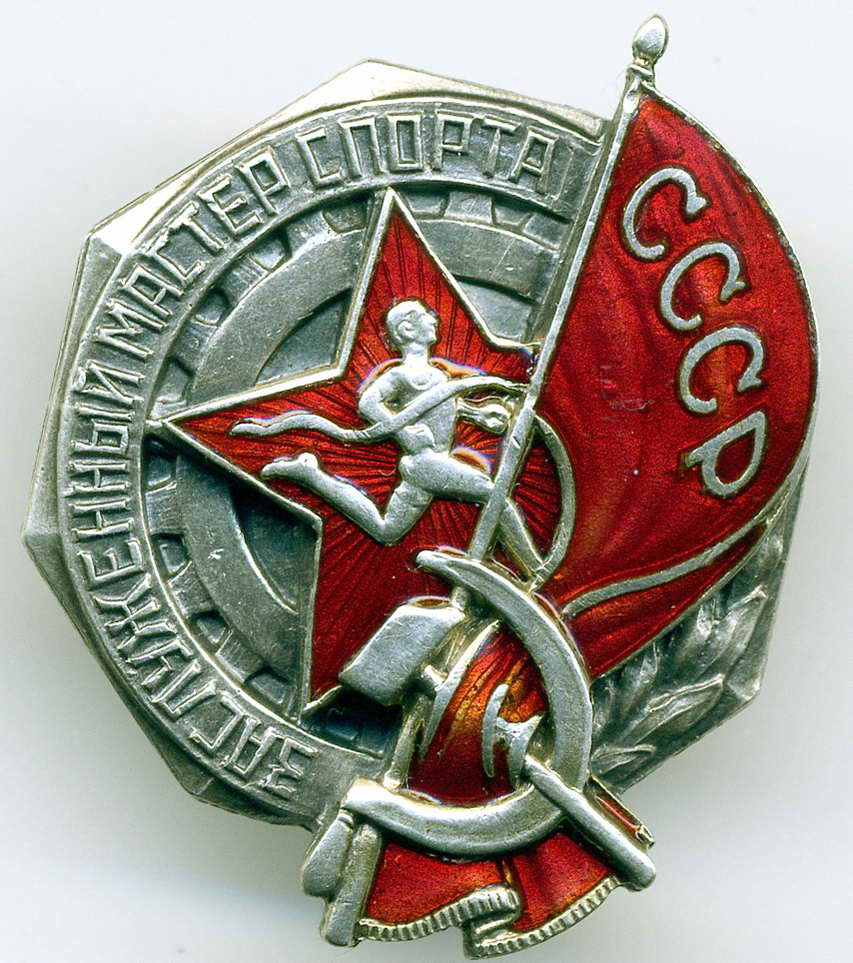
Hedersmärket.

Sovjetisk hedersmästare i sport (ryska: Заслуженный мастер спорта СССР, Zasluzjennij master sporta SSSR) var en sovjetisk utmärkelse för idrottare. Utmärkelsen etablerades 1934 och upphörde 1992.
Sammanlagt delades utmärkelsen ut över 4 500 gånger.